# Stenoporpia coolidgearia
Stenoporpia coolidgearia är en fjärilsart som beskrevs av Dyar 1923. Stenoporpia coolidgearia ingår i släktet Stenoporpia och familjen mätare. Inga underarter finns listade i Catalogue of Life.